# Alf McMichael
Alf McMichael (Belfast, 1927. október 1. – 2006. január 7.) válogatott északír labdarúgó, hátvéd, edző.

## Pályafutása

### Klubcsapatban
1945 és 1950 a Linfield, 1950 és 1963 között az angol Newcastle United labdarúgója volt. Az 1951–52-es idényben angolkupa-győztes volt a Newcastle csapatával.

### Az északír vállogatottban
1949 és 1960 között 40 alkalommal szerepelt az északír válogatott, melynek tagjaként részt vett az 1958-as svédországi világbajnokságon.

### Edzőként
1963 és 1969 között az angol South Shields, 1971–72-ben ít ír Bangor vezetőedzője volt.

## Sikerei, díjai
Newcastle United
- Angol kupa (FA Cup)
  - győztes: 1952